# Charles Dera

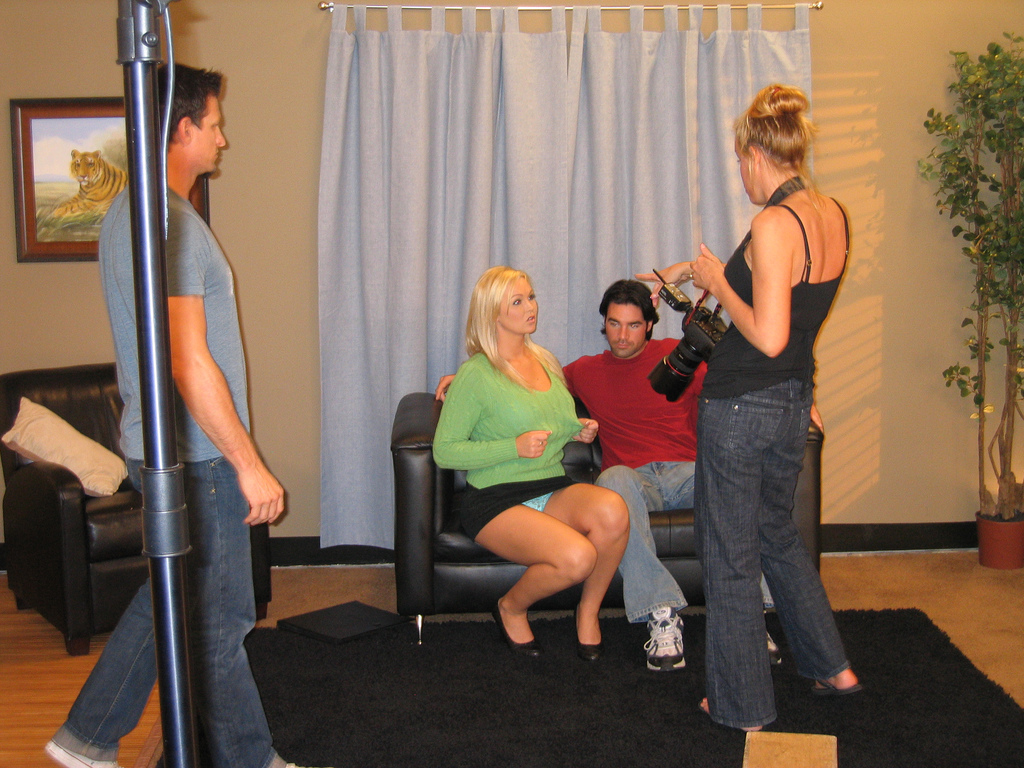
Charles Dera (Mitte) an einem Pornofilm-Set

Charles Dera (* 21. Dezember 1978 in Philadelphia, Pennsylvania) ist ein US-amerikanischer Pornodarsteller, Kampfsportler, Model und Tänzer.

## Leben
Charles Dera wurde 1978 geboren. Er ist ein ehemaliger US Marine. Später startete er eine Karriere als Tänzer bei den Chippendales sowie später bei Men of the Strip. Zusätzlich arbeitete er als Model. 2005 wurde er vom US-amerikanischen Magazin Playgirl zum „Mann des Jahres“ gewählt. Anfang der 2000er begann er Jiu Jitsu zu trainieren. Sein Trainer ist Mike Foland, den er im Gegenzug zu den Chippendales brachte.
2005 begann seine Karriere als Pornodarsteller. Er trat vor allem für Brazzers auf und spielte bis heute in mehr als 300 heterosexuellen Pornofilmen mit. In seiner Karriere gewann er drei AVN Awards, drei XRCO Awards sowie einen XBIZ Award. Zu seinen bekanntesten Filmen zählen die Porno-Parodien Suicide Squad XXX: An Axel Braun Parody (2016) und Supergirl XXX – An Axel Braun Parody (2016), Pirates II: Stagnetti’s Revenge (2008) sowie ZZ Erection (2016), bei dem er als Donald Trump auftrat. Im Jahr 2023 spielte er in dem Action-Pornofilm Machine Gunner von Digital Playground.

## Preise und Nominierungen
| Jahr | Kategorie                               | Film                                    | Resultat  | Ref.  |
| ---- | --------------------------------------- | --------------------------------------- | --------- | ----- |
| 2009 | Unsung Male Performer Of The Year       |                                         | Gewonnen  | [ 5 ] |
| 2017 | Best Three-Way Sex Scene - Boy/Boy/Girl | Suicide Squad XXX: An Axel Braun Parody | Gewonnen  | [ 6 ] |
| 2017 | Best Boy/Girl Sex Scene                 | Supergirl XXX: An Axel Braun Parody     | Nominiert | [ 6 ] |
| 2018 | Best Boy/Girl Sex Scene                 | Half His Age: A Teenage Tragedy         | Nominiert |       |
| 2018 | Best Actor                              | Half His Age: A Teenage Tragedy         | Nominiert |       |
| 2018 | Best Three-Way Sex Scene - Boy/Boy/Girl | Half His Age: A Teenage Tragedy         | Nominiert | [ 7 ] |
| 2018 | Best Three-Way Sex Scene - Boy/Boy/Girl | Sacrosanct                              | Nominiert |       |
| 2018 | Male Performer of the Year              |                                         | Nominiert |       |
| 2019 | Best Supporting Actor                   | Cartel Sex                              | Gewonnen  | [ 8 ] |

| Jahr | Kategorie        | Resultat | Ref.   |
| ---- | ---------------- | -------- | ------ |
| 2008 | New Stud         | Gewonnen | [ 9 ]  |
| 2009 | Unsung Swordsman | Gewonnen | [ 10 ] |
| 2018 | Best Sex Scene   | Gewonnen | [ 11 ] |
| 2021 | Unsung Swordsman | Gewonnen | [ 12 ] |

| Jahr | Kategorie                                      | Film                                | Resultat  | Ref.   |
| ---- | ---------------------------------------------- | ----------------------------------- | --------- | ------ |
| 2017 | Parody Release of the Year                     | Supergirl XXX: An Axel Braun Parody | Nominiert | [ 13 ] |
| 2018 | Best Scene - Feature Release                   | Half His Age: A Teenage Tragedy     | Nominiert | [ 14 ] |
| 2018 | Best Sex Scene – All-Sex Release               | Teen Yoga                           | Nominiert | [ 14 ] |
| 2018 | Best Sex Scene - Taboo Release                 | Stepmother 15                       | Nominiert | [ 14 ] |
| 2018 | Best Sex Scene - Vignette Release              | Sacrosanct                          | Nominiert | [ 14 ] |
| 2018 | Male Performer of The Year                     |                                     | Nominiert | [ 14 ] |
| 2018 | Best Actor (PureTaboo/Pulse) - Feature Release | Half His Age: A Teenage Tragedy     | Gewonnen  |        |

| Jahr | Kategorie        | Film                     | Resultat  | Ref.   |
| ---- | ---------------- | ------------------------ | --------- | ------ |
| 2018 | Best Group Scene | Bloodthirsty Biker Babes | Nominiert | [ 15 ] |

## MMA-Kampfstatistik
| Ergebnis      | Bilanz fix | Gegner         | Methode                    | Veranstaltung                           | Datum         | Runde | Zeit | Ort                           | Notiz  |
| ------------- | ---------- | -------------- | -------------------------- | --------------------------------------- | ------------- | ----- | ---- | ----------------------------- | ------ |
| Niederlage    | 2-2-1      | Alan Shook     | Schiedsrichterentscheidung | NFAMMA - MMA at the Hyatt 3: Redemption | 16. Okt. 2009 | 3     | 3:00 | Westlake Village, Kalifornien | [ 16 ] |
| Sieg          | 2-1-1      | Shaun Gutridge | Schiedsrichterentscheidung | TFA 16 - Battle in the Bullring         | 12. Sep. 2009 | 3     | 3:00 | Artesia, Kalifornien          | [ 16 ] |
| Sieg          | 1-1-1      | Yusef Lewis    | Schiedsrichterentscheidung | NFAMMA - MMA at the Hyatt 2             | 28. Mai 2009  | 3     | 3:00 | Westlake Village, California  | [ 16 ] |
| Niederlage    | 0-1-1      | Nate Moore     | Aufgabe                    | NFAMMA - MMA at the Hyatt               | 5. März 2009  | 1     | 2:48 | Westlake Village, California  | [ 16 ] |
| Unentschieden | 0-0-1      | Amos Sotelo    | Draw                       | DH 4 - Desert Heat 4                    | 12. März 2005 | 3     | 5:00 | Phoenix, Arizona              | [ 16 ] |